# Aeschynanthus arctocalyx
Aeschynanthus arctocalyx är en tvåhjärtbladig växtart som beskrevs av Mendum och Madulid. Aeschynanthus arctocalyx ingår i släktet Aeschynanthus och familjen Gesneriaceae. Inga underarter finns listade i Catalogue of Life.